# Ricardo Gomes Vilana
Ricardo Gomes Vilana (n. 8 iulie 1981, São Paulo) este un fotbalist brazilian retras din activitate. Pe 31 august 2010 a semnat pentru Steaua alături de alți cinci jucători de la Unirea Urziceni: Galamaz, Marinescu, Apostol, Bilașco și Onofraș, dar după 16 meciuri jucate la această echipă fără a marca un gol, și-a reziliat contractul, după care a semnat cu echipa azeră Hazar Lankaran.

## Performanțe internaționale
A jucat pentru Unirea Urziceni în grupele UEFA Champions League 2009-10, contabilizând 5 meciuri în această competiție.

## Titluri
| Sezon   | Club            | Titlu  |
| ------- | --------------- | ------ |
| 2008-09 | Unirea Urziceni | Liga I |